# Phalaenopsis celebensis
Phalaenopsis celebensis är en orkidéart som beskrevs av Herman Royden Sweet. Phalaenopsis celebensis ingår i släktet Phalaenopsis och familjen orkidéer. Inga underarter finns listade i Catalogue of Life.

## Bildgalleri

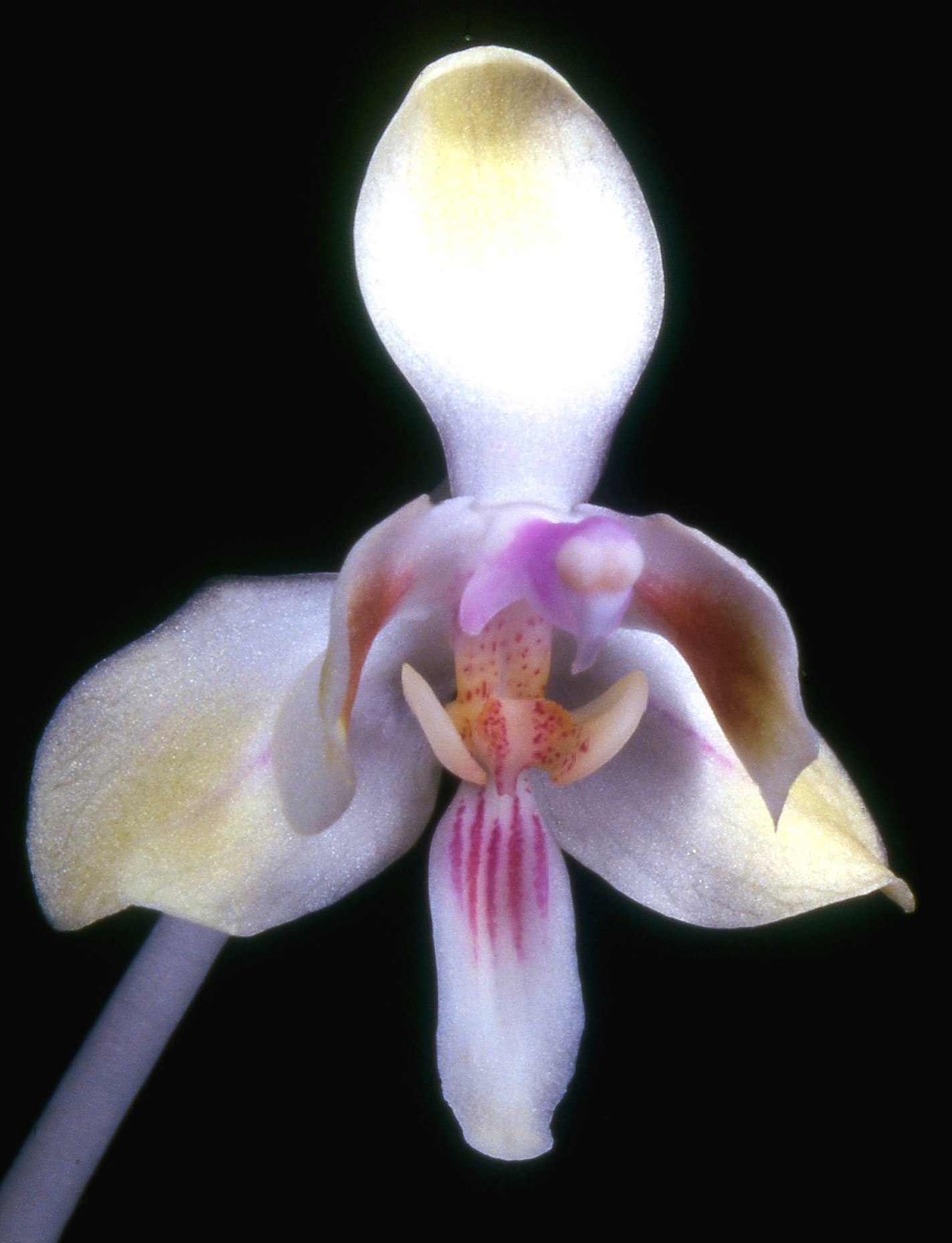
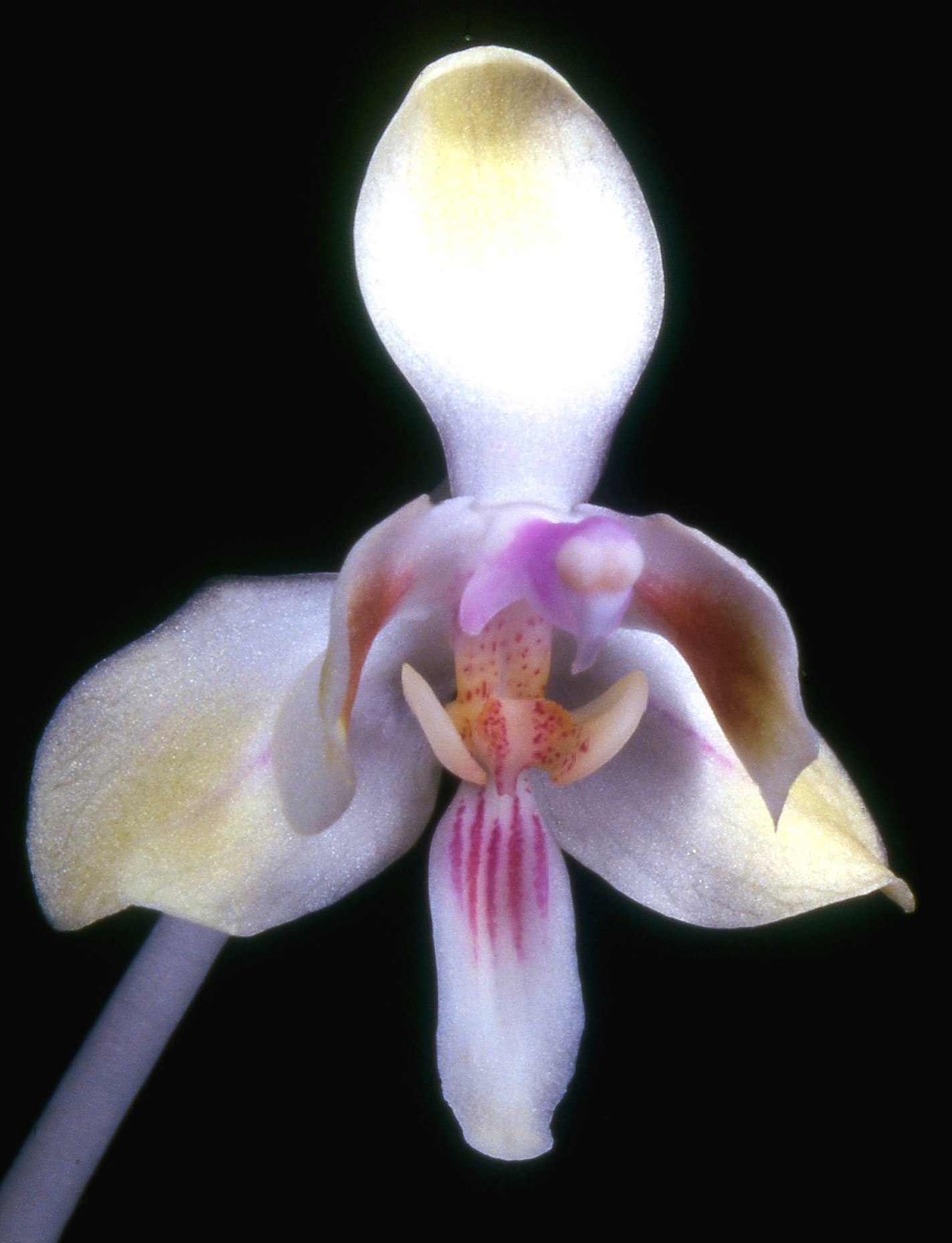